# عثمان حمدی‌بیگ
عثمان حمدی‌بیگ (ترکی استانبولی: Osman Hamdi Bey) (۱۸۴۲–۱۹۱۰) نقاش، باستان‌شناس، هنرشناس و روشنفکر اهل امپراتوری عثمانی بود.
او از پیش‌گامان نمایشگاه‌گردانی در ترکیه به‌شمار می‌رود و همچنین بنیان‌گذار موزه باستان‌شناسی و فرهنگستان هنرهای زیبای استانبول است.
از نقاشی‌های مشهورش می‌توان مربی لاک‌پشت را نام برد.

## نگارخانه

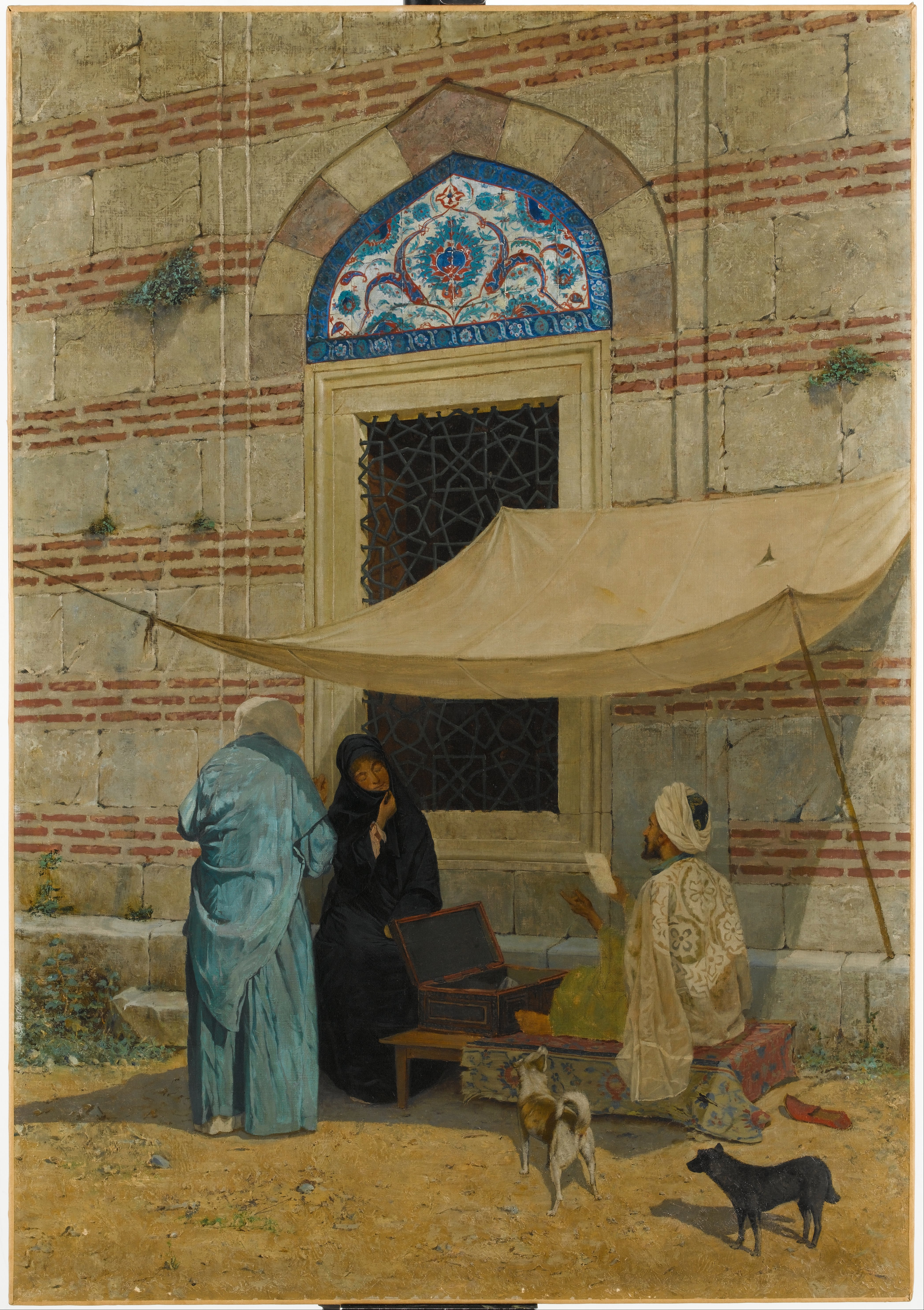
مُحرر ۱۹۱۰ م. موزه ساکیپ سابانجی
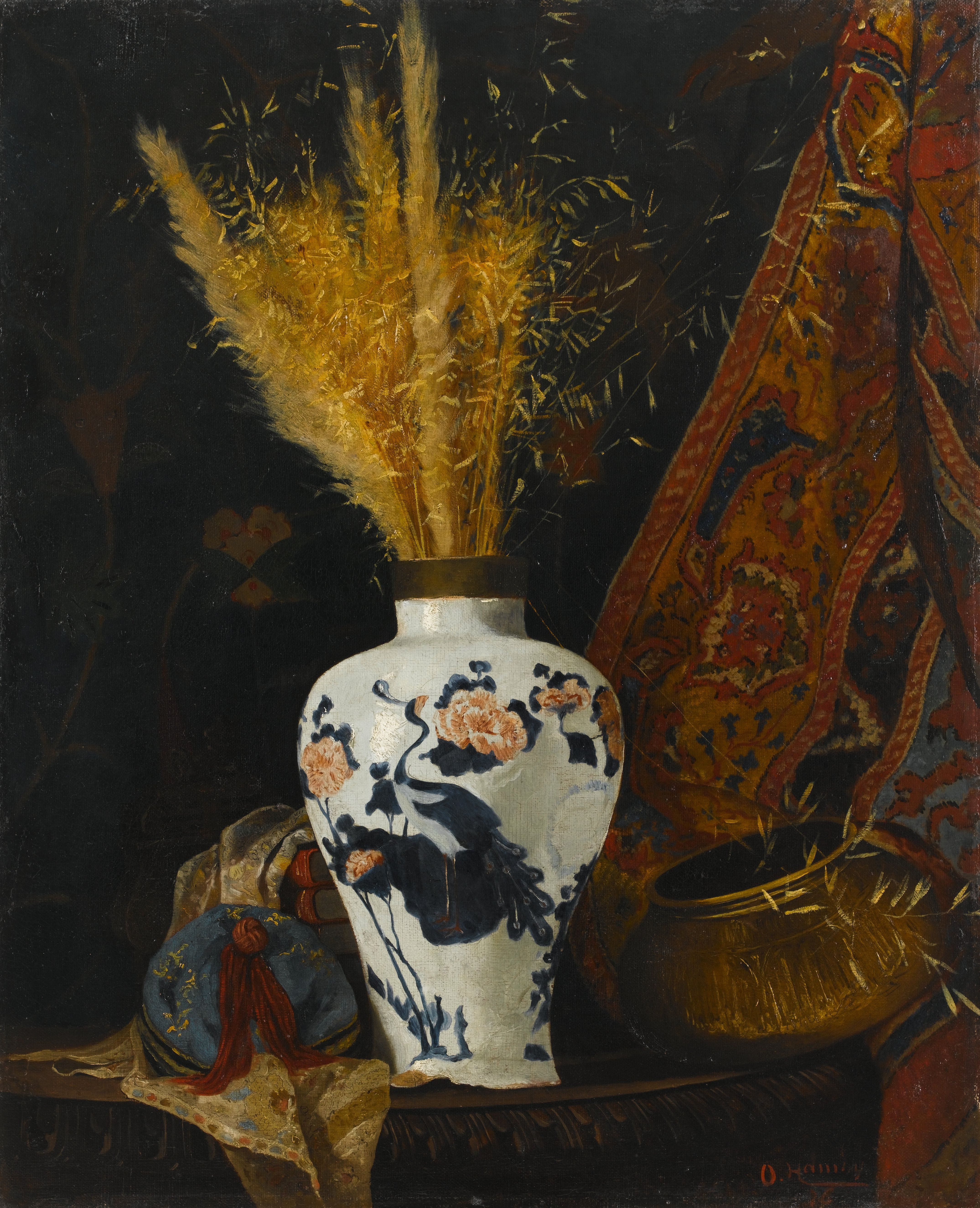
مربی لاک‌پشت ۱۹۰۶ م. موزه پِرا
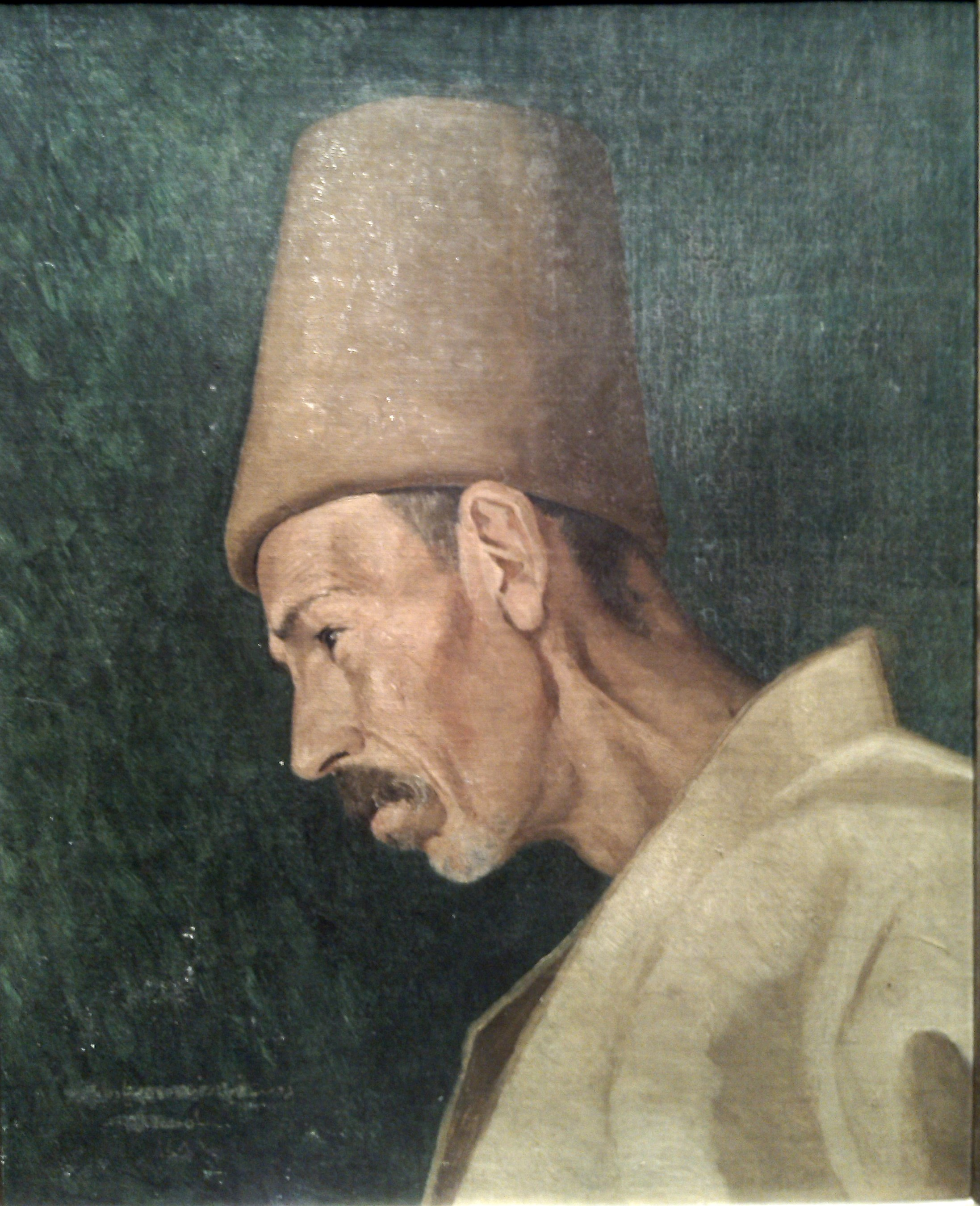
Kökenoğlu Rıza Efendi (1871)
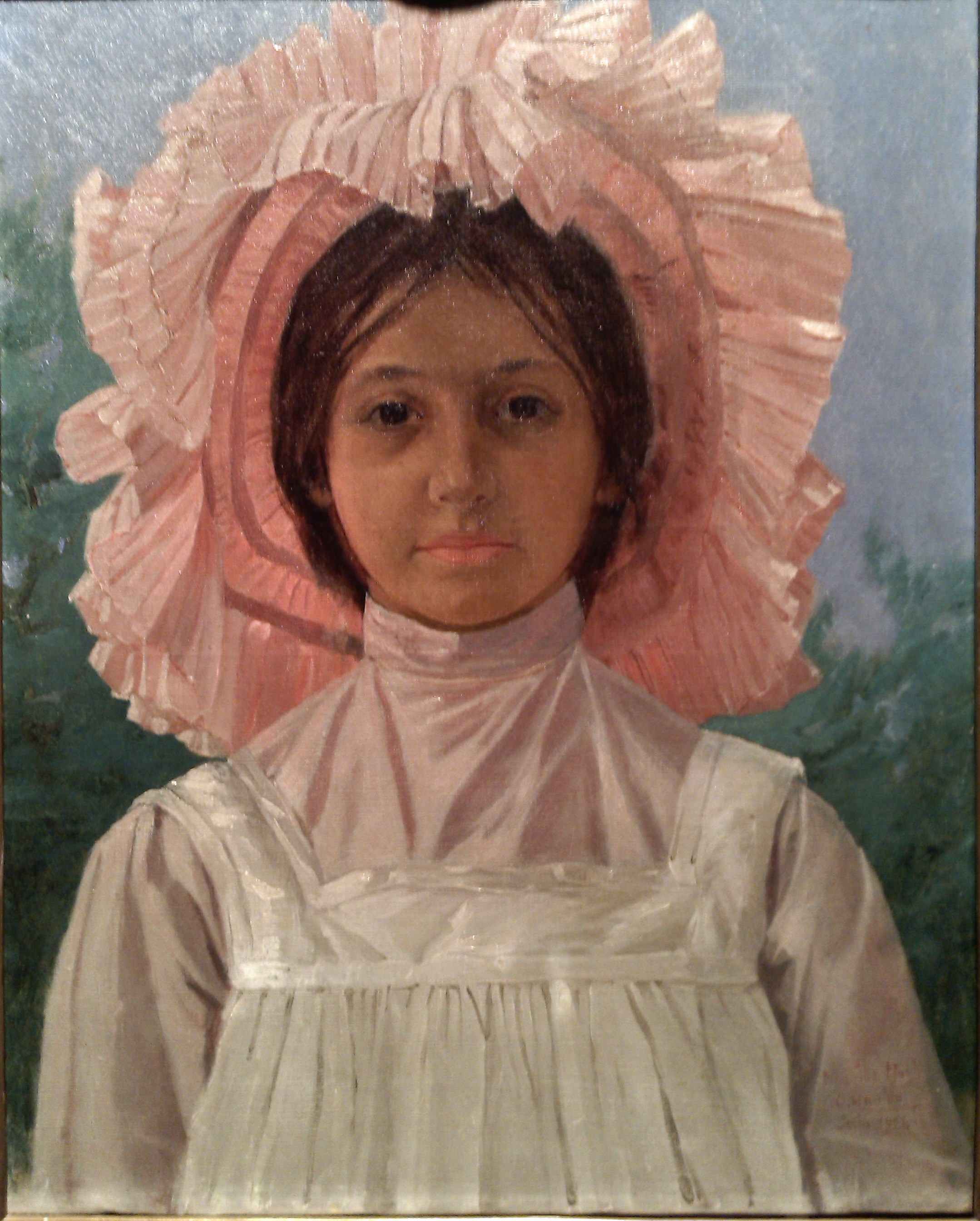
دختری با کلاه صورتی (June 1904)
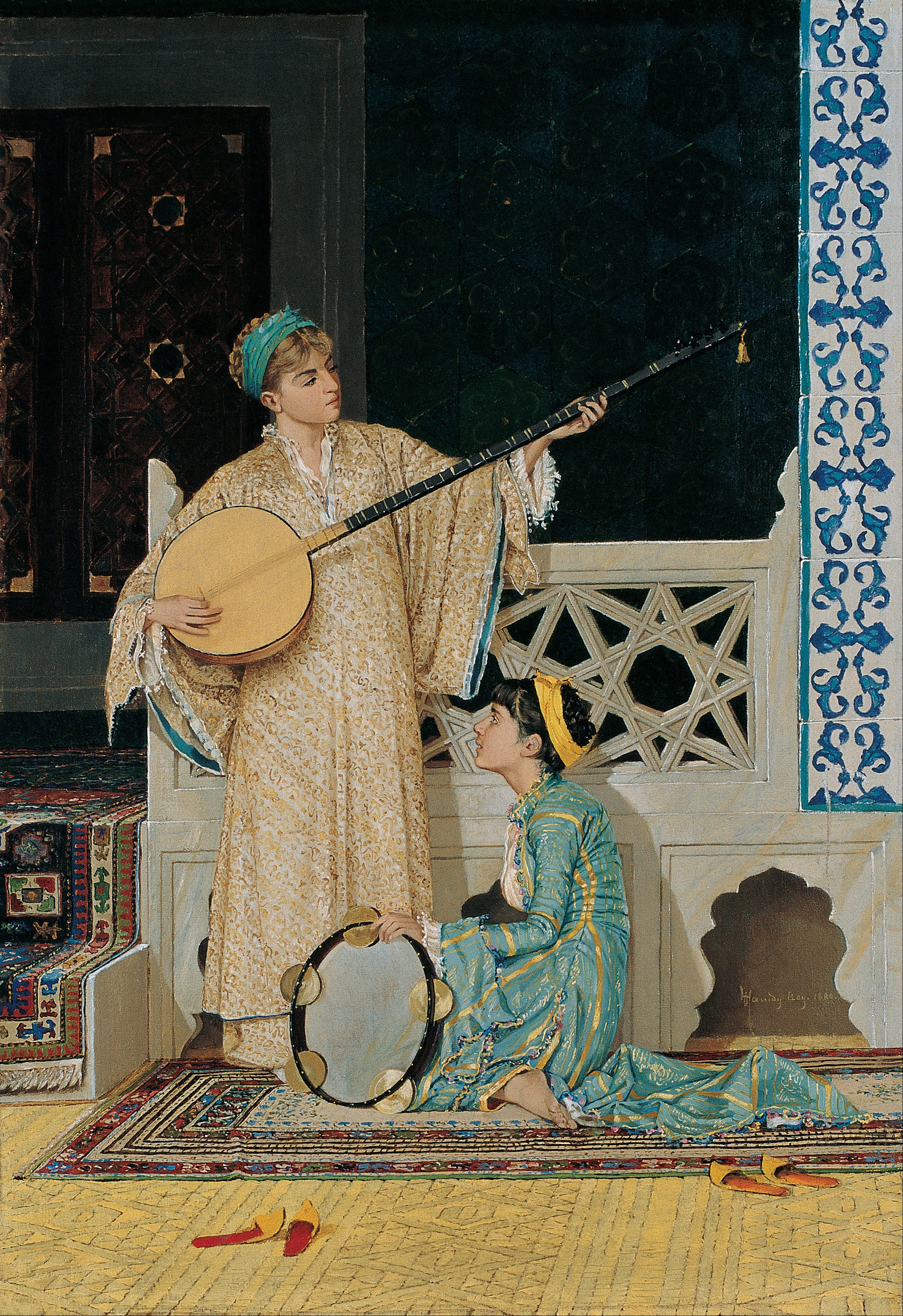
دو دختر نوازنده ۱۸۸۰ م. موزه پِرا
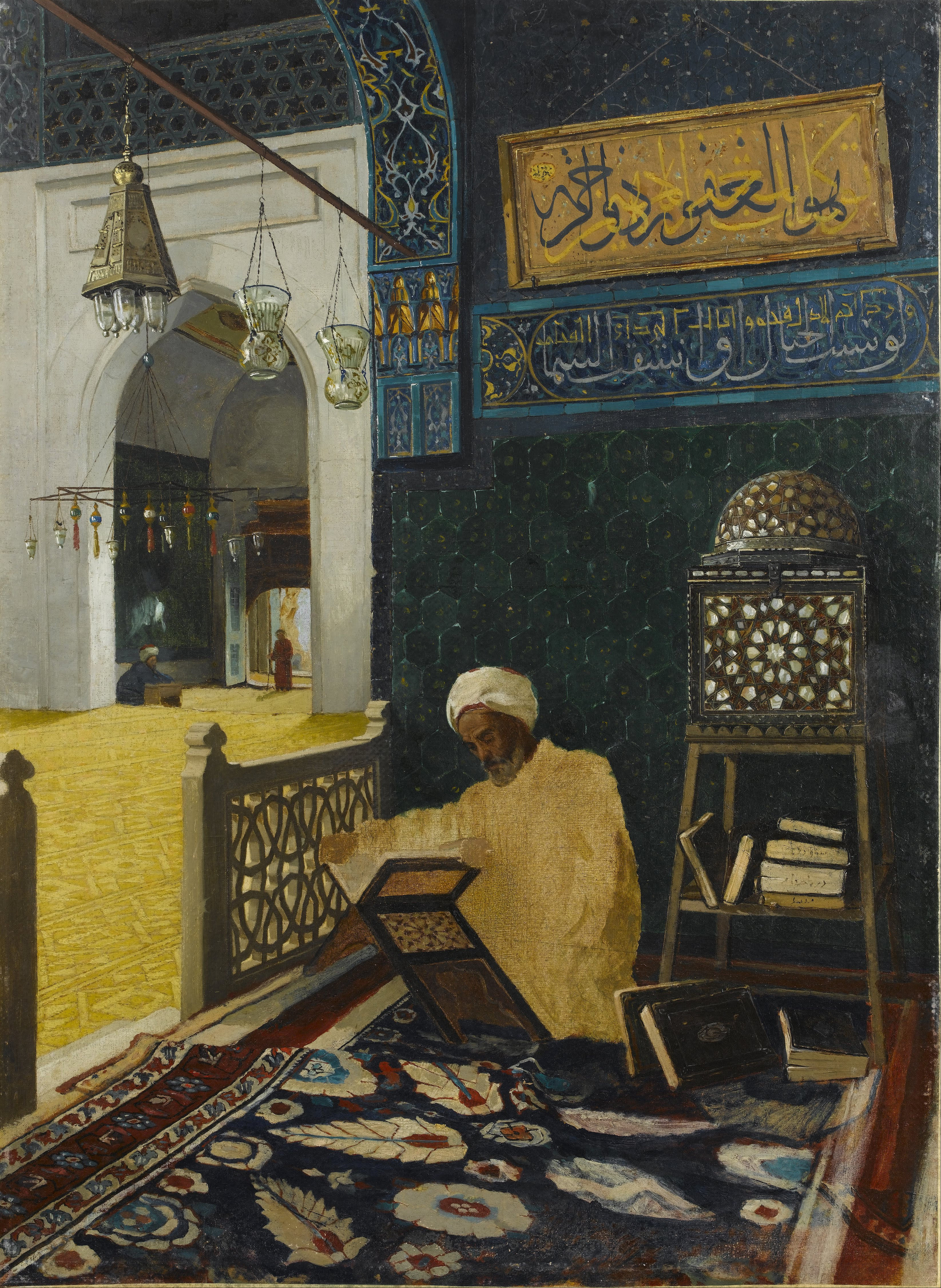
قاری قرآن ۱۹۱۰ م. موزه ساکیپ سابانجی
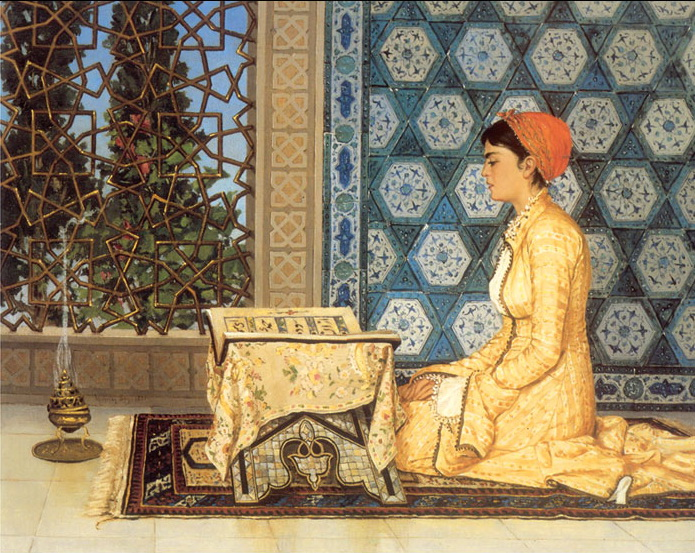
دختری در حین تلاوت قرآن ۱۸۸۰ م. مجموعهٔ خصوصی
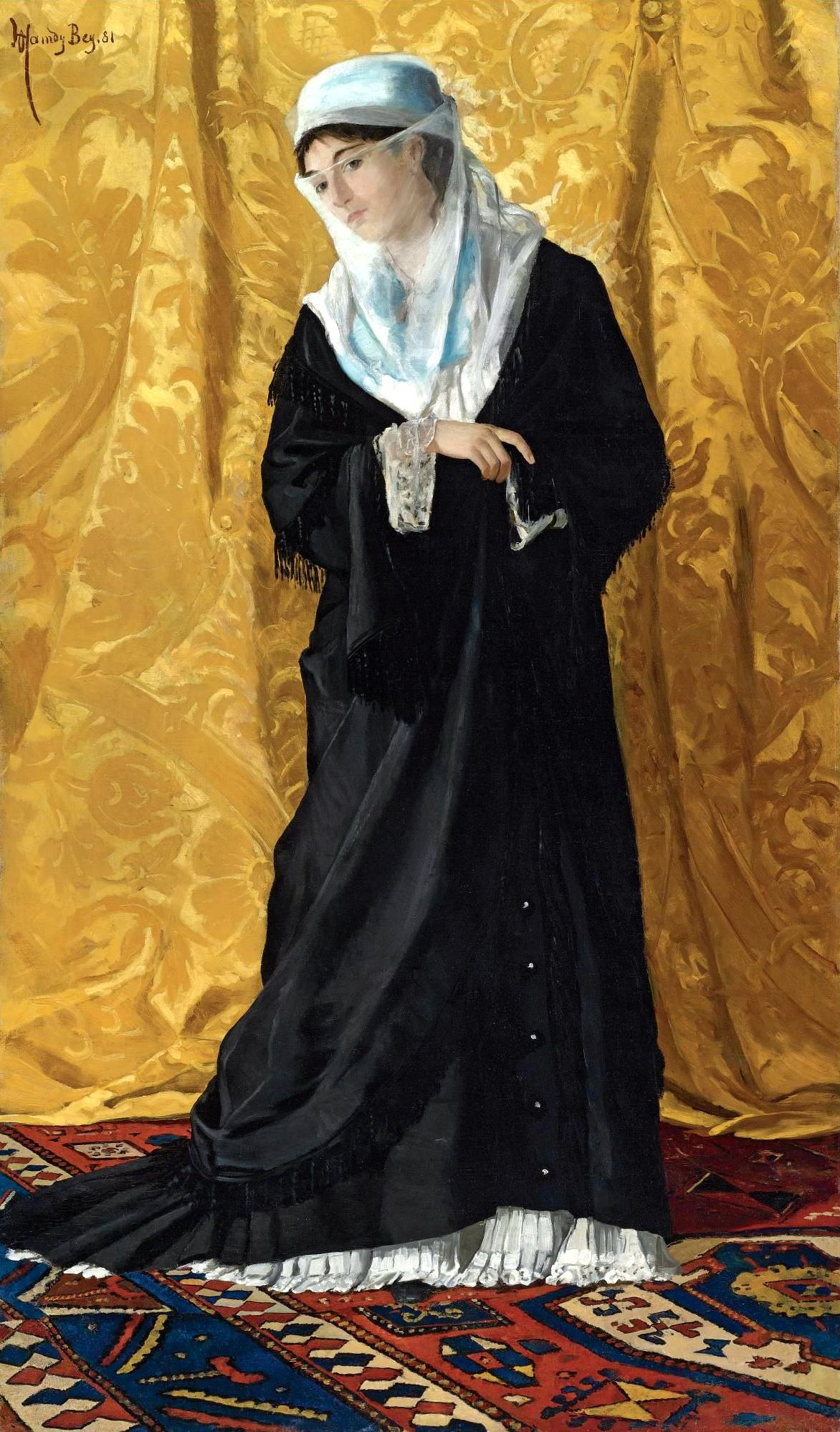
بانویی از قسطنطنیه ۱۸۸۱ م. مجموعهٔ خصوصی
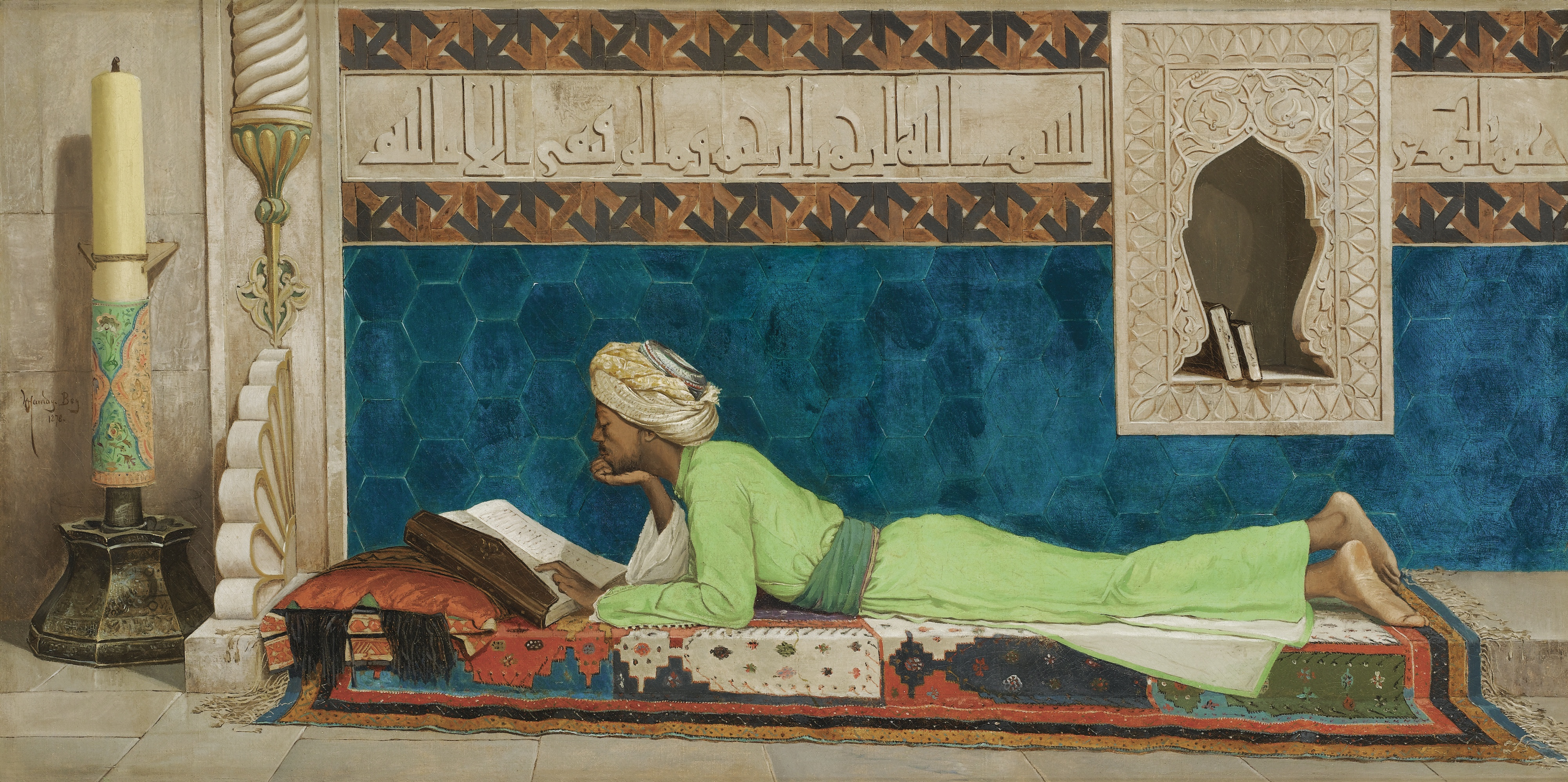
Okuyan Genç Emir (1910)
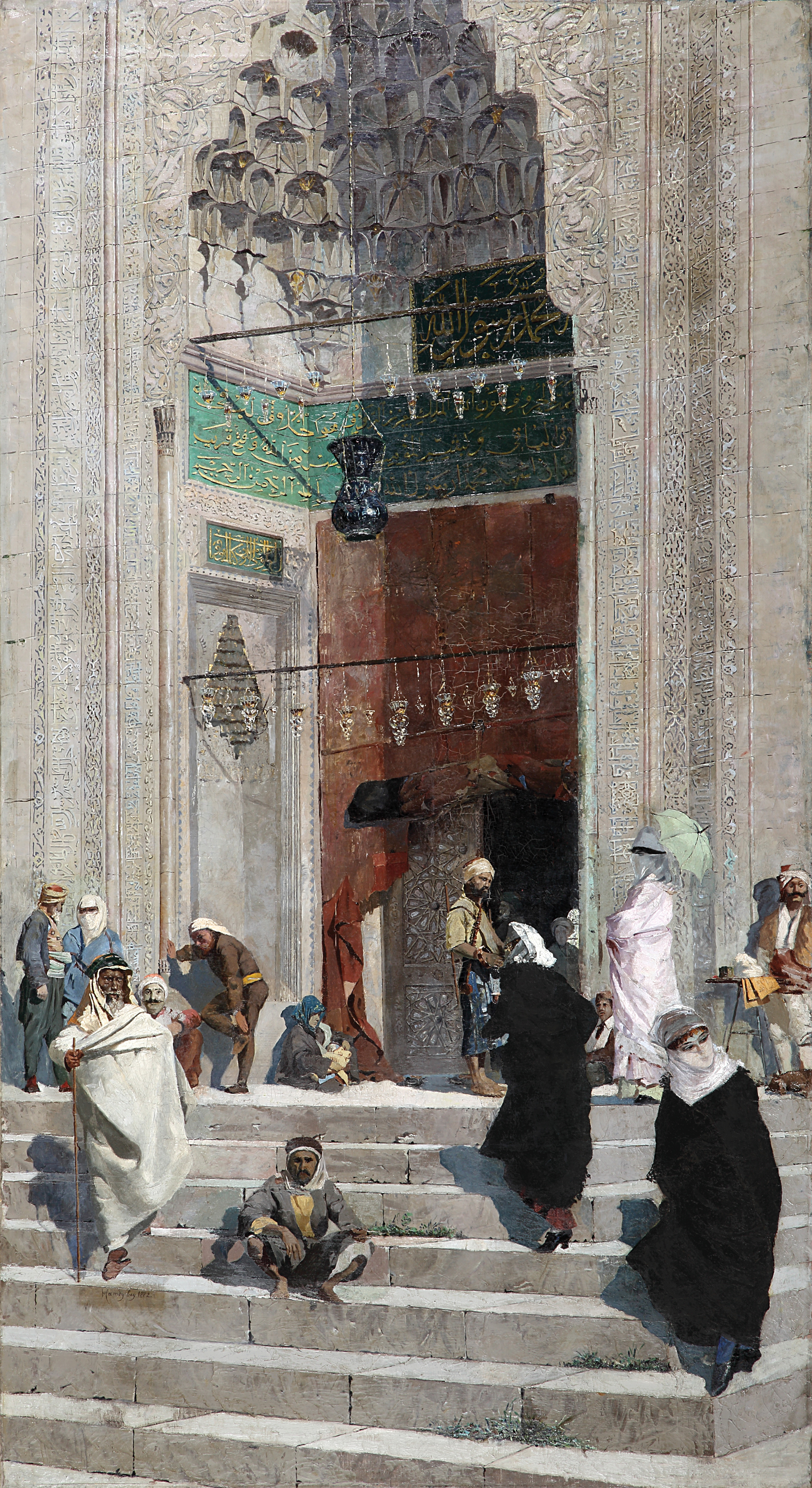
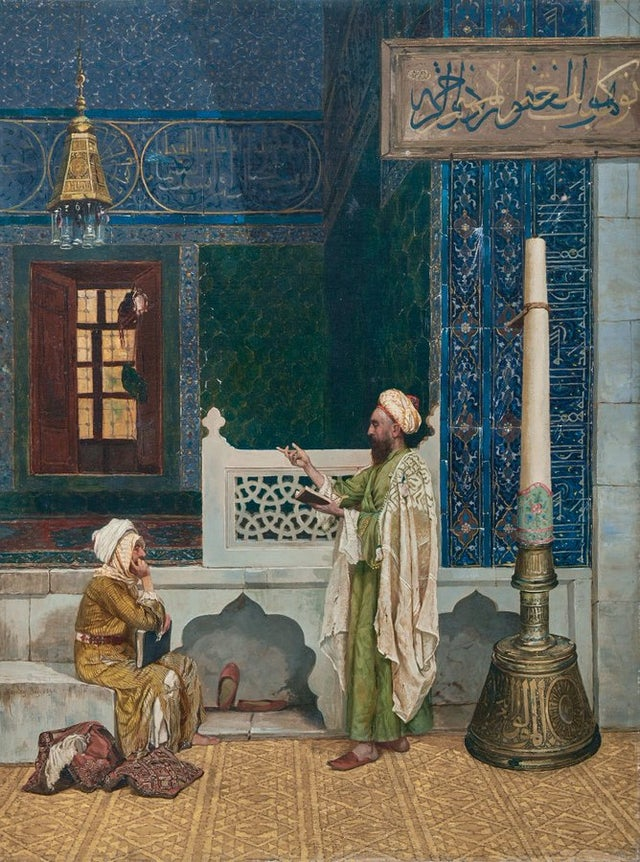